# Zadelsdorf
Zadelsdorf este o comună din landul Turingia, Germania.